# Parque de los Venados (métro de Mexico)
Parque de los venados est une station de la ligne 12 du métro de Mexico. Elle est située à proximité du bâtiment central de la délégation Benito Juárez à Mexico au Mexique.
Mise en service en 2012, elle dessert notamment le parc aux cerfs (es).
L'effondrement d'un viaduc de la ligne le 3 mai 2021 entraîne la fermeture du service, les circulations sur la ligne sont suspendues sans précision de date de réouverture.

## Situation sur le réseau
Établie en souterrain, la station Parque de los Venados est située sur la ligne 12 du métro de Mexico (ligne dorée), entre la station Eje central, en direction du terminus est Tláhuac, et la station Zapata, en direction du terminus provisoire ouest Mixcoac.

## Histoire
La station Parque de los Venados est mise en service le 30 octobre 2012, lors de l'ouverture à l'exploitation de la première section de la ligne 12, longue de 24,5 km entre Mixcoac et Tláhuac.

## Services aux voyageurs

### Desserte

Installations
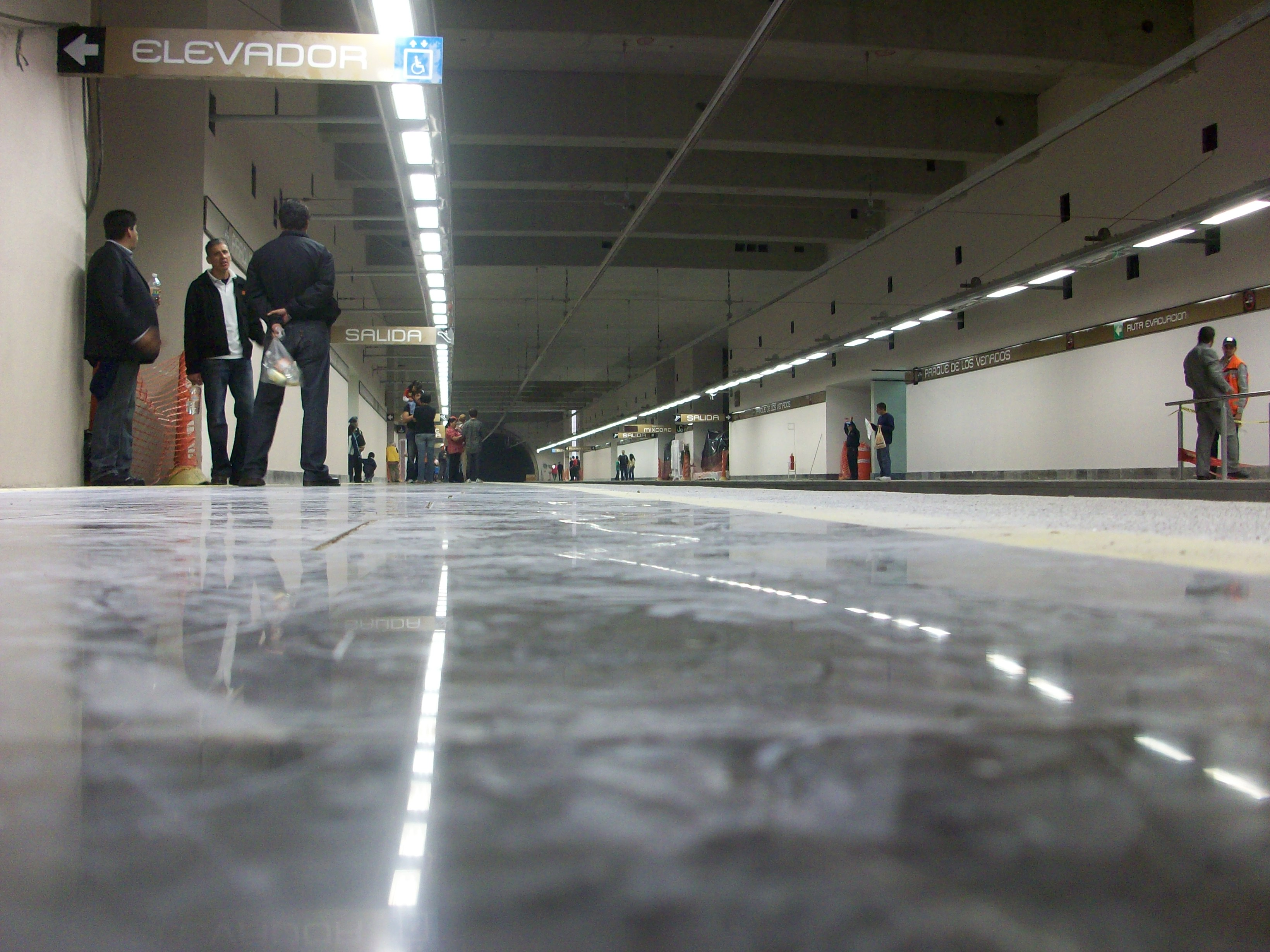
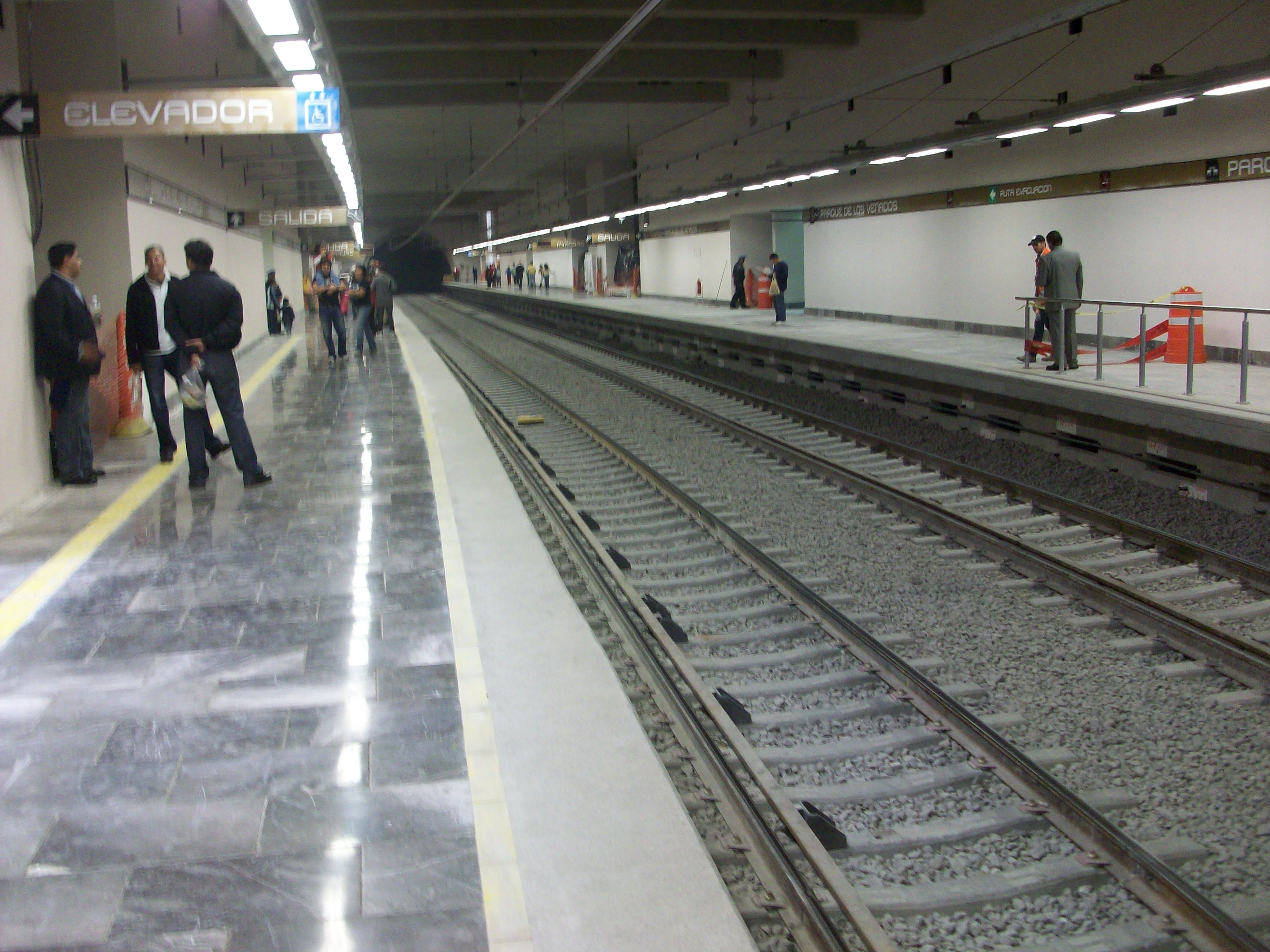

## À proximité
- parc aux cerfs (es)